# Světový pohár v běhu na lyžích 2016/2017
Světový pohár v běhu na lyžích 2016/17 byl seriálem závodů v běhu na lyžích během zimní sezóny. Organizovala jej Mezinárodní lyžařská federace (FIS). Bylo odjeto celkem 32 závodů (28 individuálních, 4 týmové). Celkovými vítězi se stali Norové Martin Johnsrud Sundby (třetí triumf) a Heidi Wengová (první vítězství).

## Výsledky závodů
| WC                                      | SWC                                                         | Datum                                                       | Místo                                                       | Disciplína                                                  | Vítěz                  | 2. místo               | 3. místo               | Vedení v SP            | Ref.   |
| --------------------------------------- | ----------------------------------------------------------- | ----------------------------------------------------------- | ----------------------------------------------------------- | ----------------------------------------------------------- | ---------------------- | ---------------------- | ---------------------- | ---------------------- | ------ |
| 1                                       | 1                                                           | 26. listopad 2016                                           | Ruka                                                        | sprint K                                                    | Pål Golberg            | Calle Halfvarsson      | Johannes Høsflot Klæbo | Pål Golberg            | [ 1 ]  |
| 2                                       | 2                                                           | 27. listopad 2016                                           | Ruka                                                        | 15 km K                                                     | Iivo Niskanen          | Emil Iversen           | Martin Johnsrud Sundby | Calle Halfvarsson      | [ 2 ]  |
|                                         |                                                             |                                                             |                                                             |                                                             |                        |                        |                        |                        |        |
|                                         | 3                                                           | 2. prosinec 2016                                            | Lillehammer                                                 | sprint K                                                    | Calle Halfvarsson      | Emil Iversen           | Teodor Peterson        | Calle Halfvarsson      | [ 3 ]  |
| 4                                       | 3. prosinec 2016                                            | Lillehammer                                                 | 10 km V                                                     | Calle Halfvarsson                                           | Marcus Hellner         | Sergej Usťugov         | [ 4 ]                  | Calle Halfvarsson      |        |
| 5                                       | 4. prosinec 2016                                            | Lillehammer                                                 | 15 km stíhací závod K                                       | Matti Heikkinen                                             | Martin Johnsrud Sundby | Pål Golberg            | [ 5 ]                  | Calle Halfvarsson      |        |
| 3                                       | 7. Nordic Opening celkově (2.–4. prosinec 2016)             | 7. Nordic Opening celkově (2.–4. prosinec 2016)             | 7. Nordic Opening celkově (2.–4. prosinec 2016)             | 7. Nordic Opening celkově (2.–4. prosinec 2016)             | Martin Johnsrud Sundby | Johannes Høsflot Klæbo | Matti Heikkinen        | Martin Johnsrud Sundby | [ 6 ]  |
|                                         |                                                             |                                                             |                                                             |                                                             |                        |                        |                        |                        |        |
| 4                                       | 6                                                           | 10. prosinec 2016                                           | Davos                                                       | 30 km V                                                     | Martin Johnsrud Sundby | Anders Gløersen        | Matti Heikkinen        | Martin Johnsrud Sundby | [ 7 ]  |
| 5                                       | 7                                                           | 11. prosinec 2016                                           | Davos                                                       | sprint V                                                    | Sergej Usťugov         | Finn Hågen Krogh       | Sindre Bjørnestad Skar | Martin Johnsrud Sundby | [ 8 ]  |
| 6                                       | 8                                                           | 17. prosinec 2016                                           | La Clusaz                                                   | 15 km hromadný start V                                      | Finn Hågen Krogh       | Martin Johnsrud Sundby | Alexandr Legkov        | Martin Johnsrud Sundby | [ 9 ]  |
|                                         |                                                             |                                                             |                                                             |                                                             |                        |                        |                        |                        |        |
|                                         | 9                                                           | 31. prosinec 2016                                           | Val Müstair                                                 | sprint V                                                    | Sergej Usťugov         | Federico Pellegrino    | Finn Hågen Krogh       | Martin Johnsrud Sundby | [ 10 ] |
| 10                                      | 1. leden 2017                                               | Val Müstair                                                 | 10 km hromadný start K                                      | Sergej Usťugov                                              | Martin Johnsrud Sundby | Didrik Tønseth         | [ 11 ]                 | Martin Johnsrud Sundby |        |
| 11                                      | 3. leden 2017                                               | Oberstdorf                                                  | 20 km skiatlon                                              | Sergej Usťugov                                              | Martin Johnsrud Sundby | Dario Cologna          | [ 12 ]                 | Martin Johnsrud Sundby |        |
| 12                                      | 4. leden 2017                                               | Oberstdorf                                                  | 15 km stíhací závod V                                       | Sergej Usťugov                                              | Martin Johnsrud Sundby | Alex Harvey            | [ 13 ]                 | Martin Johnsrud Sundby |        |
| 13                                      | 6. leden 2017                                               | Toblach                                                     | 10 km V                                                     | Sergej Usťugov                                              | Maurice Manificat      | SiMuži Hegstad Krüger  | [ 14 ]                 | Martin Johnsrud Sundby |        |
| 14                                      | 7. leden 2017                                               | Val di Fiemme                                               | 15 km hromadný start K                                      | Martin Johnsrud Sundby                                      | Sergej Usťugov         | Matti Heikkinen        | [ 15 ]                 | Martin Johnsrud Sundby |        |
| 15                                      | 8. leden 2017                                               | Val di Fiemme                                               | 9 km stíhací závod V                                        | Maurice Manificat                                           | Matti Heikkinen        | Hans Christer Holund   | [ 16 ]                 | Martin Johnsrud Sundby |        |
| 7                                       | 11. Tour de Ski celkově (31. prosinec 2016 – 8. leden 2017) | 11. Tour de Ski celkově (31. prosinec 2016 – 8. leden 2017) | 11. Tour de Ski celkově (31. prosinec 2016 – 8. leden 2017) | 11. Tour de Ski celkově (31. prosinec 2016 – 8. leden 2017) | Sergej Usťugov         | Martin Johnsrud Sundby | Dario Cologna          | Martin Johnsrud Sundby | [ 17 ] |
|                                         |                                                             |                                                             |                                                             |                                                             |                        |                        |                        |                        |        |
| 8                                       | 16                                                          | 14. leden 2017                                              | Toblach                                                     | sprint V                                                    | Sindre Bjørnestad Skar | Simeon Hamilton        | Johannes Høsflot Klæbo | Martin Johnsrud Sundby | [ 18 ] |
| 9                                       | 17                                                          | 21. leden 2017                                              | Ulricehamn                                                  | 15 km V                                                     | Alex Harvey            | Martin Johnsrud Sundby | Marcus Hellner         | Martin Johnsrud Sundby | [ 19 ] |
| 10                                      | 18                                                          | 28. leden 2017                                              | Falun                                                       | sprint V                                                    | Federico Pellegrino    | Emil Iversen           | Sindre Bjørnestad Skar | Martin Johnsrud Sundby | [ 20 ] |
| 11                                      | 19                                                          | 29. leden 2017                                              | Falun                                                       | 30 km hromadný start K                                      | Emil Iversen           | Martin Johnsrud Sundby | Calle Halfvarsson      | Martin Johnsrud Sundby | [ 21 ] |
| 12                                      | 20                                                          | 3. únor 2017                                                | Pchjongčchang                                               | sprint K                                                    | Gleb Retivykh          | Sondre Turvoll Fossli  | Andrej Parfjonov       | Martin Johnsrud Sundby | [ 22 ] |
| 13                                      | 21                                                          | 4. únor 2017                                                | Pchjongčchang                                               | 30 km skiatlon                                              | Petr Sedov             | Daniel Stock           | Mathias Rundgreen      | Martin Johnsrud Sundby | [ 23 ] |
| 14                                      | 22                                                          | 18. únor 2017                                               | Otepää                                                      | sprint V                                                    | Johannes Høsflot Klæbo | Finn Hågen Krogh       | Sergej Usťugov         | Martin Johnsrud Sundby | [ 24 ] |
| 15                                      | 23                                                          | 19. únor 2017                                               | Otepää                                                      | 15 km K                                                     | Martin Johnsrud Sundby | Iivo Niskanen          | Hans Christer Holund   | Martin Johnsrud Sundby | [ 25 ] |
| FIS Nordic World Ski Championships 2017 |                                                             |                                                             |                                                             |                                                             |                        |                        |                        |                        |        |
| 16                                      | 24                                                          | 8. březen 2017                                              | Drammen                                                     | sprint K                                                    | Eirik Brandsdal        | Johannes Høsflot Klæbo | Sergej Usťugov         | Martin Johnsrud Sundby | [ 26 ] |
| 17                                      | 25                                                          | 11. březen 2017                                             | Oslo                                                        | 50 km hromadný start K                                      | Martin Johnsrud Sundby | Iivo Niskanen          | Alexandr Bessmertnych  | Martin Johnsrud Sundby | [ 27 ] |
|                                         |                                                             |                                                             |                                                             |                                                             |                        |                        |                        |                        |        |
|                                         | 26                                                          | 17. březen 2017                                             | Québec                                                      | sprint V                                                    | Alex Harvey            | Finn Hågen Krogh       | Richard Jouve          | Martin Johnsrud Sundby | [ 28 ] |
| 27                                      | 18. březen 2017                                             | Québec                                                      | 15 km hromadný start K                                      | Johannes Høsflot Klæbo                                      | Niklas Dyrhaug         | Alexandr Bessmertnych  | [ 29 ]                 | Martin Johnsrud Sundby |        |
| 28                                      | 19. březen 2017                                             | Québec                                                      | 15 km stíhací závod V                                       | Marcus Hellner                                              | Andrew Musgrave        | Sjur Røthe             | [ 30 ]                 | Martin Johnsrud Sundby |        |
| 18                                      | Finále SP celkově (17.–19. březen)                          | Finále SP celkově (17.–19. březen)                          | Finále SP celkově (17.–19. březen)                          | Finále SP celkově (17.–19. březen)                          | Johannes Høsflot Klæbo | Alex Harvey            | Niklas Dyrhaug         | Martin Johnsrud Sundby | [ 31 ] |
|                                         |                                                             |                                                             |                                                             |                                                             |                        |                        |                        |                        |        |

### Ženy
| WC                                      | SWC                                                         | Datum                                                       | Místo                                                       | Disciplína                                                  | Vítězka                      | 2. místo                     | 3. místo                 | Vedení v SP              | Ref.   |
| --------------------------------------- | ----------------------------------------------------------- | ----------------------------------------------------------- | ----------------------------------------------------------- | ----------------------------------------------------------- | ---------------------------- | ---------------------------- | ------------------------ | ------------------------ | ------ |
| 1                                       | 1                                                           | 26. listopad 2016                                           | Ruka                                                        | sprint K                                                    | Stina Nilssonová             | Maiken Caspersenová Fallaová | Heidi Wengová            | Stina Nilssonová         | [ 32 ] |
| 2                                       | 2                                                           | 27. listopad 2016                                           | Ruka                                                        | 10 km K                                                     | Marit Bjørgenová             | Krista Pärmäkoski            | Heidi Wengová            | Stina Nilssonová         | [ 33 ] |
|                                         |                                                             |                                                             |                                                             |                                                             |                              |                              |                          |                          |        |
|                                         | 3                                                           | 2. prosinec 2016                                            | Lillehammer                                                 | sprint K                                                    | Heidi Wengová                | Maiken Caspersenová Fallaová | Hanna Falková            | Heidi Wengová            | [ 34 ] |
| 4                                       | 3. prosinec 2016                                            | Lillehammer                                                 | 5 km V                                                      | Jessica Digginsová                                          | Heidi Wengová                | Marit Bjørgenová             | [ 35 ]                   | Heidi Wengová            |        |
| 5                                       | 4. prosinec 2016                                            | Lillehammer                                                 | 10 km stíhací závod K                                       | Krista Pärmäkoski                                           | Ingvild Flugstad Østberg     | Heidi Wengová                |                          | Heidi Wengová            |        |
| 3                                       | 7. Nordic Opening celkově (2.–4. prosinec 2016)             | 7. Nordic Opening celkově (2.–4. prosinec 2016)             | 7. Nordic Opening celkově (2.–4. prosinec 2016)             | 7. Nordic Opening celkově (2.–4. prosinec 2016)             | Heidi Wengová                | Ingvild Flugstad Østberg     | Krista Pärmäkoski        | Heidi Wengová            | [ 36 ] |
|                                         |                                                             |                                                             |                                                             |                                                             |                              |                              |                          |                          |        |
| 4                                       | 6                                                           | 10. prosinec 2016                                           | Davos                                                       | 15 km V                                                     | Ingvild Flugstad Østberg     | Heidi Wengová                | Krista Pärmäkoski        | Heidi Wengová            | [ 37 ] |
| 5                                       | 7                                                           | 11. prosinec 2016                                           | Davos                                                       | sprint V                                                    | Maiken Caspersenová Fallaová | Ingvild Flugstad Østberg     | Hanna Falková            | Ingvild Flugstad Østberg | [ 38 ] |
| 6                                       | 8                                                           | 17. prosinec 2016                                           | La Clusaz                                                   | 10 km hromadný start V                                      | Heidi Wengová                | Marit Bjørgenová             | Ingvild Flugstad Østberg | Heidi Wengová            | [ 39 ] |
|                                         |                                                             |                                                             |                                                             |                                                             |                              |                              |                          |                          |        |
|                                         | 9                                                           | 31. prosinec 2016                                           | Val Müstair                                                 | sprint V                                                    | Stina Nilssonová             | Maiken Caspersenová Fallaová | Heidi Wengová            | Heidi Wengová            | [ 40 ] |
| 10                                      | 1. leden 2017                                               | Val Müstair                                                 | 5 km hromadný start K                                       | Ingvild Flugstad Østberg                                    | Heidi Wengová                | Krista Pärmäkoski            | [ 41 ]                   | Heidi Wengová            |        |
| 11                                      | 3. leden 2017                                               | Oberstdorf                                                  | 10 km skiatlon                                              | Stina Nilssonová                                            | Jessica Digginsová           | Heidi Wengová                | [ 42 ]                   | Heidi Wengová            |        |
| 12                                      | 4. leden 2017                                               | Oberstdorf                                                  | 10 km stíhací závod V                                       | Stina Nilssonová                                            | Heidi Wengová                | Ingvild Flugstad Østberg     | [ 43 ]                   | Heidi Wengová            |        |
| 13                                      | 6. leden 2017                                               | Toblach                                                     | 5 km V                                                      | Jessica Digginsová                                          | Krista Pärmäkoski            | Sadie Bjornsen               | [ 44 ]                   | Heidi Wengová            |        |
| 14                                      | 7. leden 2017                                               | Val di Fiemme                                               | 10 km hromadný start K                                      | Stina Nilssonová                                            | Anne Kyllönen                | Charlotte Kallaová           | [ 45 ]                   | Heidi Wengová            |        |
| 15                                      | 8. leden 2017                                               | Val di Fiemme                                               | 9 km stíhací závod V                                        | Heidi Wengová                                               | Elizabeth Stephenová         | Kerttu Niskanenová           | [ 46 ]                   | Heidi Wengová            |        |
| 7                                       | 11. Tour de Ski celkově (31. prosinec 2016 – 8. leden 2017) | 11. Tour de Ski celkově (31. prosinec 2016 – 8. leden 2017) | 11. Tour de Ski celkově (31. prosinec 2016 – 8. leden 2017) | 11. Tour de Ski celkově (31. prosinec 2016 – 8. leden 2017) | Heidi Wengová                | Krista Pärmäkoski            | Stina Nilssonová         | Heidi Wengová            | [ 47 ] |
|                                         |                                                             |                                                             |                                                             |                                                             |                              |                              |                          |                          |        |
| 8                                       | 16                                                          | 14. leden 2017                                              | Toblach                                                     | sprint V                                                    | Natalya Matveyeva            | Maiken Caspersenová Fallaová | Hanna Falková            | Heidi Wengová            | [ 48 ] |
| 9                                       | 17                                                          | 21. leden 2017                                              | Ulricehamn                                                  | 10 km V                                                     | Marit Bjørgenová             | Krista Pärmäkoski            | Charlotte Kallaová       | Heidi Wengová            | [ 49 ] |
| 10                                      | 18                                                          | 28. leden 2017                                              | Falun                                                       | sprint V                                                    | Stina Nilssonová             | Maiken Caspersenová Fallaová | Heidi Wengová            | Heidi Wengová            | [ 50 ] |
| 11                                      | 19                                                          | 29. leden 2017                                              | Falun                                                       | 15 km hromadný start K                                      | Marit Bjørgenová             | Ingvild Flugstad Østberg     | Heidi Wengová            | Heidi Wengová            | [ 51 ] |
| 12                                      | 20                                                          | 3. únor 2017                                                | Pchjongčchang                                               | sprint K                                                    | Anamarija Lampič             | Silje Øyre Slind             | Ida Sargent              | Heidi Wengová            | [ 52 ] |
| 13                                      | 21                                                          | 4. únor 2017                                                | Pchjongčchang                                               | 15 km skiatlon                                              | Justyna Kowalczyková         | Elizabeth Stephenová         | Masako Išidaová          | Heidi Wengová            | [ 53 ] |
| 14                                      | 22                                                          | 18. únor 2017                                               | Otepää                                                      | sprint V                                                    | Stina Nilssonová             | Maiken Caspersenová Fallaová | Heidi Wengová            | Heidi Wengová            | [ 54 ] |
| 15                                      | 23                                                          | 19. únor 2017                                               | Otepää                                                      | 10 km K                                                     | Marit Bjørgenová             | Charlotte Kallaová           | Heidi Wengová            | Heidi Wengová            | [ 55 ] |
| FIS Nordic World Ski Championships 2017 |                                                             |                                                             |                                                             |                                                             |                              |                              |                          |                          |        |
| 16                                      | 24                                                          | 8. březen 2017                                              | Drammen                                                     | sprint K                                                    | Stina Nilssonová             | Krista Pärmäkoski            | Hanna Falková            | Heidi Wengová            | [ 56 ] |
| 17                                      | 25                                                          | 12. březen 2017                                             | Oslo                                                        | 30 km hromadný start K                                      | Marit Bjørgenová             | Krista Pärmäkoski            | Kerttu Niskanenová       | Heidi Wengová            | [ 57 ] |
|                                         |                                                             |                                                             |                                                             |                                                             |                              |                              |                          |                          |        |
|                                         | 26                                                          | 17. březen 2017                                             | Québec                                                      | sprint V                                                    | Stina Nilssonová             | Maiken Caspersenová Fallaová | Hanna Falková            | Heidi Wengová            | [ 58 ] |
| 27                                      | 18. březen 2017                                             | Québec                                                      | 10 km hromadný start K                                      | Marit Bjørgenová                                            | Heidi Wengová                | Krista Pärmäkoski            | [ 59 ]                   | Heidi Wengová            |        |
| 28                                      | 19. březen 2017                                             | Québec                                                      | 10 km stíhací závod V                                       | Marit Bjørgenová                                            | Heidi Wengová                | Stina Nilssonová             | [ 60 ]                   | Heidi Wengová            |        |
| 18                                      | Finále SP celkově (17.–19. březen)                          | Finále SP celkově (17.–19. březen)                          | Finále SP celkově (17.–19. březen)                          | Finále SP celkově (17.–19. březen)                          | Marit Bjørgenová             | Heidi Wengová                | Stina Nilssonová         | Heidi Wengová            | [ 61 ] |
|                                         |                                                             |                                                             |                                                             |                                                             |                              |                              |                          |                          |        |

### Mužské týmy
| WC | SWC | Datum             | Místo         | Disciplína             | Vítězové                                                                               | 2. místo                                                                   | 3. místo                                                                         | Ref.   |
| -- | --- | ----------------- | ------------- | ---------------------- | -------------------------------------------------------------------------------------- | -------------------------------------------------------------------------- | -------------------------------------------------------------------------------- | ------ |
| 1  | 1   | 18. prosinec 2016 | La Clusaz     | 4 x 8 km štafeta K/V   | Norsko Didrik Tønseth Martin Johnsrud Sundby Anders Gløersen Finn Hågen Krogh          | Rusko I Jevgenij Bělov Alexandr Legkov Alexej Červotkin Sergej Usťugov     | Francie I Jean-Marc Gaillard Alexis Jeannerod CléMužit Parisse Maurice Manificat | [ 62 ] |
| 2  | 2   | 15. leden 2017    | Toblach       | sprint dvojic V        | Kanada Len Valjas Alex Harvey                                                          | Švédsko I Karl-Johan Westberg Oskar Svensson                               | Itálie I Dietmar Nöckler Federico Pellegrino                                     | [ 63 ] |
| 3  | 3   | 22. leden 2017    | Ulricehamn    | 4 x 7,5 km štafeta K/V | Norsko I SiMuži Hegstad Krüger Martin Johnsrud Sundby Anders Gløersen Finn Hågen Krogh | Švédsko I Daniel Rickardsson Johan Olsson Marcus Hellner Calle Halfvarsson | Kanada Devon Kershaw Alex Harvey Knute Johnsgaard Len Valjas                     | [ 64 ] |
| 4  | 4   | 5. únor 2017      | Pchjongčchang | sprint dvojic V        | Rusko I Andrej Parfjonov Gleb Retivykh                                                 | Francie Baptiste Gros Lucas Chanavat                                       | Rusko II Artěm Malcev Nikita Krjukov                                             | [ 65 ] |

### Ženské týmy
| WC | SWC | Datum             | Místo         | Disciplína           | Vítězky                                                                                           | 2. místo                                                                           | 3. místo                                                                          | Ref.   |
| -- | --- | ----------------- | ------------- | -------------------- | ------------------------------------------------------------------------------------------------- | ---------------------------------------------------------------------------------- | --------------------------------------------------------------------------------- | ------ |
| 1  | 1   | 18. prosinec 2016 | La Clusaz     | 4 x 4 km štafeta K/V | Norsko Ingvild Flugstad Østberg Marit Bjørgenová Ragnhild Hagaová Heidi Wengová                   | Finsko Aino-Kaisa Saarinenová Anne Kyllönen Riitta-Liisa Roponenová Laura Mononen  | Švédsko Emma Wikén Stina Nilssonová Maria Rydqvist Anna Dyvik                     | [ 66 ] |
| 2  | 2   | 15. leden 2017    | Toblach       | sprint dvojic V      | Rusko I Julija Bělorukovová Natalia Matveeva                                                      | Švédsko I Ida Ingemarsdotter Hanna Falková                                         | Norsko I Astrid Uhrenholdtová Jacobsenová Maiken Caspersenová Fallaová            | [ 67 ] |
| 3  | 3   | 22. leden 2017    | Ulricehamn    | 4 x 5 km štafeta K/V | Norsko I Ingvild Flugstad Østberg Heidi Wengová Astrid Uhrenholdtová Jacobsenová Marit Bjørgenová | Německo Katharina Hennigová Stefanie Böhlerová Victoria Carlová Sandra Ringwaldová | Švédsko I Ida Ingemarsdotter Sofia Henrikssonová Charlotte Kallaová Hanna Falková | [ 68 ] |
| 4  | 4   | 5. únor 2017      | Pchjongčchang | sprint dvojic V      | Švédsko I Elin Mohlinová Maria Nordströmová                                                       | Norsko I Anna Svendsenová Silje Øyre Slind                                         | USA I Sophie Caldwellová Ida Sargentová                                           | [ 69 ] |

## Výsledky - muži
| Pořadí | po 28 závodech         | Body |
| ------ | ---------------------- | ---- |
| 1      | Martin Johnsrud Sundby | 1626 |
| 2      | Sergej Usťugov         | 1176 |
| 3      | Alex Harvey            | 1128 |
| 4      | Johannes Høsflot Klæbo | 884  |
| 5      | Matti Heikkinen        | 869  |
| 6      | Marcus Hellner         | 815  |
| 7      | Dario Cologna          | 788  |
| 8      | Niklas Dyrhaug         | 758  |
| 9      | Sjur Røthe             | 673  |
| 10     | Finn Hågen Krogh       | 660  |

| Pořadí | po 18 závodech         | Body |
| ------ | ---------------------- | ---- |
| 1      | Martin Johnsrud Sundby | 1056 |
| 2      | Alex Harvey            | 588  |
| 3      | Matti Heikkinen        | 555  |
| 4      | Iivo Niskanen          | 475  |
| 5      | Niklas Dyrhaug         | 468  |
| 6      | Sjur Røthe             | 465  |
| 7      | Sergej Usťugov         | 454  |
| 8      | Marcus Hellner         | 453  |
| 9      | Dario Cologna          | 424  |
| 10     | Hans Christer Holund   | 409  |

| Pořadí | po 10 závodech         | Body |
| ------ | ---------------------- | ---- |
| 1      | Johannes Høsflot Klæbo | 399  |
| 2      | Federico Pellegrino    | 363  |
| 3      | Sindre Bjørnestad Skar | 338  |
| 4      | Finn Hågen Krogh       | 323  |
| 5      | Sergej Usťugov         | 322  |
| 6      | Pål Golberg            | 238  |
| 7      | Emil Iversen           | 237  |
| 8      | Lucas Chanavat         | 216  |
| 9      | Simeon Hamilton        | 200  |
| 10     | Eirik Brandsdal        | 199  |

| Pořadí | po 44 výplatách        | CHF     |
| ------ | ---------------------- | ------- |
| 1      | Martin Johnsrud Sundby | 215,850 |
| 2      | Sergej Usťugov         | 171,875 |
| 3      | Johannes Høsflot Klæbo | 117,749 |
| 4      | Alex Harvey            | 74,250  |
| 5      | Finn Hågen Krogh       | 51,187  |
| 6      | Emil Iversen           | 48,625  |
| 7      | Matti Heikkinen        | 47,275  |
| 8      | Dario Cologna          | 41,125  |
| 9      | Sindre Bjørnestad Skar | 37,375  |
| 10     | Iivo Niskanen          | 37,313  |

| Pořadí | po 28 závodech         | Body |
| ------ | ---------------------- | ---- |
| 1      | Johannes Høsflot Klæbo | 884  |
| 2      | Jens Burman            | 252  |
| 3      | Lucas Chanavat         | 216  |
| 4      | Oskar Svensson         | 143  |
| 5      | Richard Jouve          | 100  |
| 6      | Alexej Červotkin       | 51   |
| 7      | Viktor Thorn           | 34   |
| 8      | Alexandr Bolšunov      | 29   |
| 9      | Janez Lampič           | 24   |
| 10     | Pavel Petrov           | 24   |

| Pořadí | po 12 závodech         | Body |
| ------ | ---------------------- | ---- |
| 1      | Martin Johnsrud Sundby | 286  |
| 2      | Sergej Usťugov         | 211  |
| 3      | Alex Harvey            | 163  |
| 4      | Niklas Dyrhaug         | 118  |
| 5      | Finn Hågen Krogh       | 104  |
| 6      | Sjur Røthe             | 96   |
| 7      | Andrey Larkov          | 92   |
| 8      | Iivo Niskanen          | 89   |
| 9      | Emil Iversen           | 82   |
| 10     | Federico Pellegrino    | 72   |

## Výsledky - ženy
| Pořadí | po 28 závodech               | Body |
| ------ | ---------------------------- | ---- |
| 1      | Heidi Wengová                | 2032 |
| 2      | Krista Pärmäkoski            | 1618 |
| 3      | Ingvild Flugstad Østberg     | 1517 |
| 4      | Stina Nilssonová             | 1437 |
| 5      | Marit Bjørgenová             | 1307 |
| 6      | Jessica Digginsová           | 912  |
| 7      | Maiken Caspersenová Fallaová | 866  |
| 8      | Kerttu Niskanenová           | 704  |
| 9      | Charlotte Kallaová           | 660  |
| 10     | Laura Mononen                | 605  |

| Pořadí | po 18 závodech           | Body |
| ------ | ------------------------ | ---- |
| 1      | Heidi Wengová            | 951  |
| 2      | Marit Bjørgenová         | 854  |
| 3      | Krista Pärmäkoski        | 807  |
| 4      | Ingvild Flugstad Østberg | 771  |
| 5      | Charlotte Kallaová       | 491  |
| 6      | Stina Nilssonová         | 467  |
| 7      | Jessica Digginsová       | 432  |
| 8      | Kerttu Niskanenová       | 417  |
| 9      | Laura Mononen            | 383  |
| 10     | Julija Čekaljovová       | 367  |

| Pořadí | po 10 závodech               | Body |
| ------ | ---------------------------- | ---- |
| 1      | Maiken Caspersenová Fallaová | 558  |
| 2      | Stina Nilssonová             | 520  |
| 3      | Hanna Falková                | 359  |
| 4      | Heidi Wengová                | 321  |
| 5      | Ingvild Flugstad Østberg     | 306  |
| 6      | Krista Pärmäkoski            | 281  |
| 7      | Natalya Matveyeva            | 242  |
| 8      | Ida Ingemarsdotter           | 232  |
| 9      | Anamarija Lampič             | 214  |
| 10     | Jessica Digginsová           | 206  |

| Pořadí | po 44 výplatách              | CHF     |
| ------ | ---------------------------- | ------- |
| 1      | Heidi Wengová                | 272,350 |
| 2      | Stina Nilssonová             | 153,375 |
| 3      | Krista Pärmäkoski            | 153,000 |
| 4      | Marit Bjørgenová             | 150,900 |
| 5      | Ingvild Flugstad Østberg     | 122,750 |
| 6      | Maiken Caspersenová Fallaová | 70,500  |
| 7      | Jessica Digginsová           | 39,062  |
| 8      | Anamarija Lampič             | 27,499  |
| 9      | Natalya Matveyeva            | 27,000  |
| 10     | Hanna Falková                | 26,750  |

| Pořadí | po 28 závodech      | Body |
| ------ | ------------------- | ---- |
| 1      | Anamarija Lampičová | 242  |
| 2      | Julija Bělorukovová | 201  |
| 3      | Nadine Fähndrichová | 172  |
| 4      | Jonna Sundlingová   | 157  |
| 5      | Anastasia Sedovová  | 146  |
| 6      | Katharina Hennigová | 138  |
| 7      | Anna Dyviková       | 96   |
| 8      | Alisa Žambalovová   | 91   |
| 9      | Victoria Carlová    | 80   |
| 10     | Lotta Udnes Weng    | 64   |

| Pořadí | po 12 závodech               | Body |
| ------ | ---------------------------- | ---- |
| 1      | Heidi Wengová                | 219  |
| 2      | Stina Nilssonová             | 196  |
| 3      | Ingvild Flugstad Østberg     | 162  |
| 4      | Marit Bjørgenová             | 140  |
| 5      | Krista Pärmäkoski            | 123  |
| 6      | Maiken Caspersenová Fallaová | 106  |
| 7      | Jessica Digginsová           | 88   |
| 8      | Kathrine Rolsted Harsem      | 73   |
| 9      | Charlotte Kallaová           | 64   |
| 10     | Justyna Kowalczyková         | 58   |

## Pohár národů
| Pořadí | po 66 událostech | Body  |
| ------ | ---------------- | ----- |
| 1      | Norsko           | 13383 |
| 2      | Švédsko          | 7053  |
| 3      | Finsko           | 5817  |
| 4      | Rusko            | 5711  |
| 5      | USA              | 3218  |
| 6      | Švýcarsko        | 2597  |
| 7      | Německo          | 2563  |
| 8      | Francie          | 1853  |
| 9      | Itálie           | 1812  |
| 10     | Kanada           | 1800  |

| Pořadí | po 33 událostech | Body |
| ------ | ---------------- | ---- |
| 1      | Norsko           | 6793 |
| 2      | Rusko            | 3737 |
| 3      | Švédsko          | 2877 |
| 4      | Finsko           | 2273 |
| 5      | Francie          | 1791 |
| 6      | Kanada           | 1714 |
| 7      | Švýcarsko        | 1647 |
| 8      | Itálie           | 1109 |
| 9      | Německo          | 760  |
| 10     | USA              | 708  |

| Pořadí | po 33 událostech | Body |
| ------ | ---------------- | ---- |
| 1      | Norsko           | 6590 |
| 2      | Švédsko          | 4176 |
| 3      | Finsko           | 3544 |
| 4      | USA              | 2510 |
| 5      | Rusko            | 1974 |
| 6      | Německo          | 1803 |
| 7      | Švýcarsko        | 950  |
| 8      | Slovinsko        | 709  |
| 9      | Itálie           | 703  |
| 10     | Rakousko         | 532  |

## Bodování
Tabulka ukazuje bodování jednotlivých závodů v sezóně 2016/17. Sprint dvojic a štafeta se započítávají do Poháru národů, nikoliv však do individuálního hodnocení jednotlivých závodníků. Bonusové body mohou být udělovány v závodech s hromadným startem za umístění na předem určených metách v průběhu závodu.
Závody na mistrovství světa či olympijských hrách nejsou součástí Světového poháru a nebodují se.
| Umístění             | 1.  | 2.  | 3.  | 4.  | 5.  | 6.  | 7.  | 8.  | 9.  | 10. | 11. | 12. | 13. | 14. | 15. | 16. | 17. | 18. | 19. | 20. | 21. | 22. | 23. | 24. | 25. | 26. | 27. | 28. | 29. | 30. |
|                      |     |     |     |     |     |     |     |     |     |     |     |     |     |     |     |     |     |     |     |     |     |     |     |     |     |     |     |     |     |     |
| Individuální závod   | 100 | 80  | 60  | 50  | 45  | 40  | 36  | 32  | 29  | 26  | 24  | 22  | 20  | 18  | 16  | 15  | 14  | 13  | 12  | 11  | 10  | 9   | 8   | 7   | 6   | 5   | 4   | 3   | 2   | 1   |
| Sprint dvojic        | 100 | 80  | 60  | 50  | 45  | 40  | 36  | 32  | 29  | 26  | 24  | 22  | 20  | 18  | 16  | 15  | 14  | 13  | 12  | 11  | 10  | 9   | 8   | 7   | 6   | 5   | 4   | 3   | 2   | 1   |
|                      |     |     |     |     |     |     |     |     |     |     |     |     |     |     |     |     |     |     |     |     |     |     |     |     |     |     |     |     |     |     |
| Nordic Opening       | 200 | 160 | 120 | 100 | 90  | 80  | 72  | 64  | 58  | 52  | 48  | 44  | 40  | 36  | 32  | 30  | 28  | 26  | 24  | 22  | 20  | 18  | 16  | 14  | 12  | 10  | 8   | 6   | 4   | 2   |
| Finále SP            | 200 | 160 | 120 | 100 | 90  | 80  | 72  | 64  | 58  | 52  | 48  | 44  | 40  | 36  | 32  | 30  | 28  | 26  | 24  | 22  | 20  | 18  | 16  | 14  | 12  | 10  | 8   | 6   | 4   | 2   |
| Štafeta              | 200 | 160 | 120 | 100 | 90  | 80  | 72  | 64  | 58  | 52  | 48  | 44  | 40  | 36  | 32  | 30  | 28  | 26  | 24  | 22  | 20  | 18  | 16  | 14  | 12  | 10  | 8   | 6   | 4   | 2   |
|                      |     |     |     |     |     |     |     |     |     |     |     |     |     |     |     |     |     |     |     |     |     |     |     |     |     |     |     |     |     |     |
| Tour de Ski          | 400 | 320 | 240 | 200 | 180 | 160 | 144 | 128 | 116 | 104 | 96  | 88  | 80  | 72  | 64  | 60  | 56  | 52  | 48  | 44  | 40  | 36  | 32  | 28  | 24  | 20  | 16  | 12  | 8   | 4   |
|                      |     |     |     |     |     |     |     |     |     |     |     |     |     |     |     |     |     |     |     |     |     |     |     |     |     |     |     |     |     |     |
| Etapa Nordic Opening | 50  | 46  | 43  | 40  | 37  | 34  | 32  | 30  | 28  | 26  | 24  | 22  | 20  | 18  | 16  | 15  | 14  | 13  | 12  | 11  | 10  | 9   | 8   | 7   | 6   | 5   | 4   | 3   | 2   | 1   |
| Etapa Tour de Ski    | 50  | 46  | 43  | 40  | 37  | 34  | 32  | 30  | 28  | 26  | 24  | 22  | 20  | 18  | 16  | 15  | 14  | 13  | 12  | 11  | 10  | 9   | 8   | 7   | 6   | 5   | 4   | 3   | 2   | 1   |
| Etapa Finále SP      | 50  | 46  | 43  | 40  | 37  | 34  | 32  | 30  | 28  | 26  | 24  | 22  | 20  | 18  | 16  | 15  | 14  | 13  | 12  | 11  | 10  | 9   | 8   | 7   | 6   | 5   | 4   | 3   | 2   | 1   |
|                      |     |     |     |     |     |     |     |     |     |     |     |     |     |     |     |     |     |     |     |     |     |     |     |     |     |     |     |     |     |     |
| Bonusové body        | 15  | 12  | 10  | 8   | 6   | 5   | 4   | 3   | 2   | 1   |     |     |     |     |     |     |     |     |     |     |     |     |     |     |     |     |     |     |     |     |

## Ukončili kariéru
Významní lyžaři, kteří během sezóny 2016/17 oznámili ukončení kariéry:
- Marthe Kristoffersen (NOR)[70]
- Thomas Northug (NOR)[71]
- Johan Olsson (SWE)[72]
- Tim Tscharnke (GER)[73]